# 湘南ひらつか囲碁まつり
湘南ひらつか囲碁まつり（しょうなんひらつかいごまつり）は、平塚市駅前商店街で行われる囲碁のイベント。昭和初期の囲碁棋士で、平塚に道場を構えて多くの棋士を育成した木谷實九段を記念して、1996年から木谷門下を中心とした棋士らによって毎年行われる。

## 開催の経緯（平塚と囲碁）
昭和初期から日本棋院の棋士として頭角を現した木谷實はまた、1933年から内弟子をとり始め、当初の東京市滝野川区から大磯などへの転居を経て、1937年に数人の弟子とともに平塚市に移った。ここで全国から有望な少年を集めて育成し、木谷道場と呼ばれた。1961年に道場は四谷に移すが、生涯に50人以上の棋士を育成し、自身の一流棋士としての活躍に加えて、日本囲碁界に大きな足跡を残した。
没後の1992年に夫人の木谷美春による『木谷道場と七十人の子どもたち』が出版されたのを契機にして、平塚市博物館で1996年に「秋期特別展・木谷実」を開催し、この開催期間中の11月3日に木谷門下の大竹英雄ら30名による百面打ちが、平塚駅前の紅谷町パールロード商店街で行われた。

## 恒例行事として
1997年には「湘南ひらつか囲碁まつり」と称して、木谷門下他の棋士による270面打ちや、趙治勲による囲碁教室、サイン会などのイベントが行われる。同じく1998年には310面打ちと、大竹英雄対林海峰、小林泉美対高尾紳路の公開対局、呉清源の講演が行われた。2000年には第5回となって多面打ちは500面、2005年からは1000面打ちとなっている。他に詰碁ウォーク、七路盤大会など、年々多彩な催しが行われている。
「囲碁のまちひらつか」としての囲碁文化普及事業として、平塚市や平塚市文化スポーツまちづくり振興財団などによる行事として行われており、2012年第17回は平塚市制80周年記念事業の一つとして行われた。また2005年1月には平塚市民センター内に「木谷實・星のプラザ」が開設され、木谷の事蹟や、囲碁文化の紹介の展示がされている。